# Armando Picchi

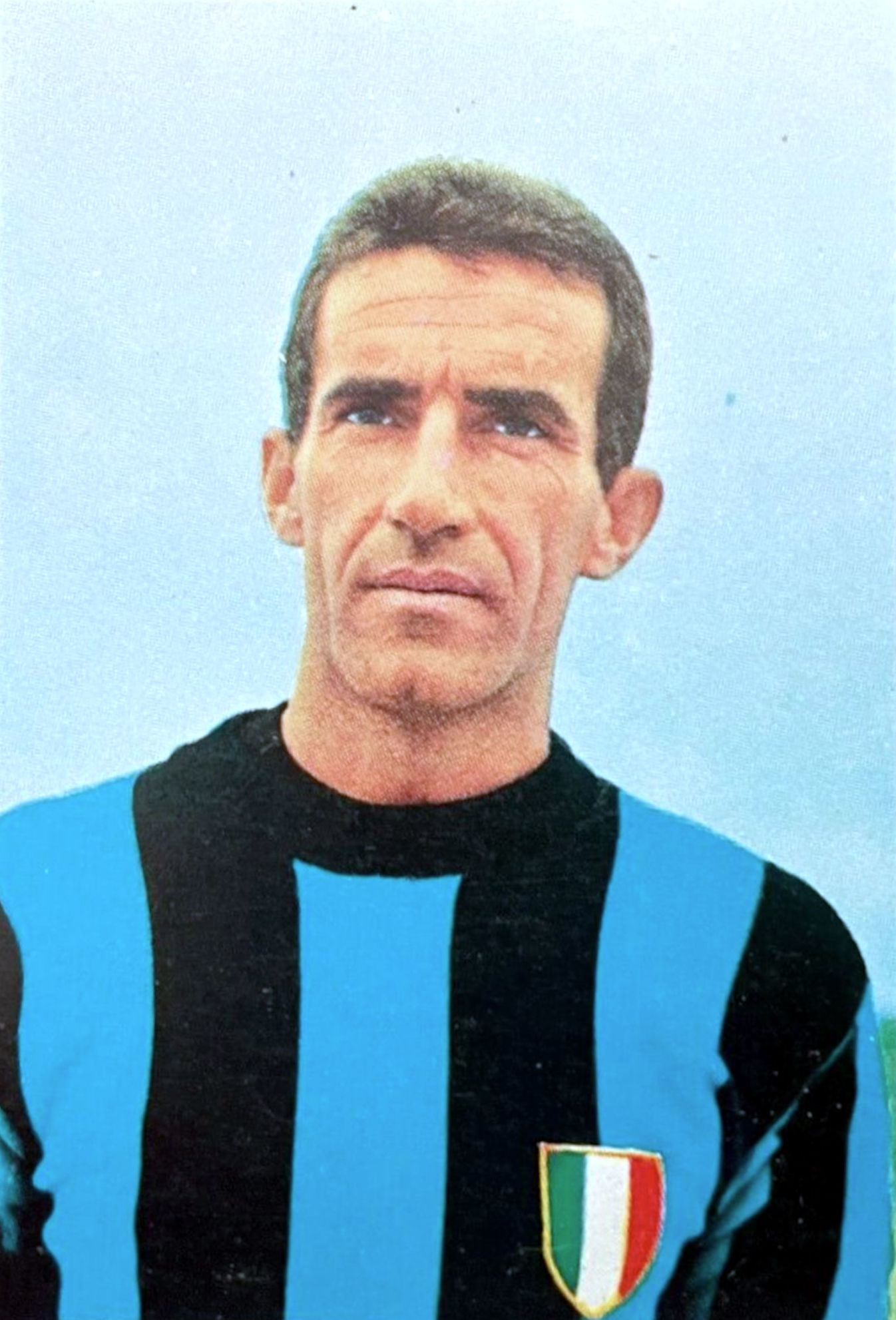
Armando Picchi (Inter Mailand)

Armando Picchi (* 20. Juni 1935 in Livorno (LI); † 26. Mai 1971 in San Remo (IM)) war ein italienischer Fußballspieler und -trainer.

## Karriere
Picchi begann beim AS Livorno auf der Position des Libero. Danach wechselte er zum Verein SPAL Ferrara, mit dem er in der Serie A debütierte. Nach zwei Jahren kam er zu Inter Mailand unter dem Trainer Helenio Herrera und wurde Regisseur der Abwehr und Mannschaftskapitän. Er gewann mit Inter drei italienische Meistertitel, zweimal den Europapokal der Landesmeister und zwei Weltpokale. Sein letzter Verein als Spieler war der Varese FC.
Am 4. November 1964 gab Picchi beim Spiel Italien gegen Finnland sein Debüt in der italienischen Nationalmannschaft und brachte es insgesamt auf zwölf Länderspiele. Nachdem er beim Spiel Italien gegen Bulgarien am 6. April 1968 schwer verletzt wurde, musste er seine Spielerlaufbahn beenden. Ab 1969 war er Trainer, zuerst in Livorno und dann bei Juventus Turin. Armando Picchi starb am 26. Mai 1971 mit 35 Jahren an einer Krebserkrankung, am Tag des ersten, wegen Regens abgebrochenen Messepokal-Finalhinspiels von Juventus gegen Leeds United. Sein Nachfolger auf der Trainerbank der Juve wurde der Tscheche Čestmír Vycpálek.
In Livorno ist ihm zu Ehren das Stadion Stadio Armando Picchi benannt.

## Erfolge
- Europapokalsieger der Landesmeister: 1963/64, 1964/65
- Weltpokalsieger: 1964, 1965
- Italienischer Meister: 1962/63, 1964/65, 1965/66